# Samuel Celsing
Samuel Celsing, född 1634 i Norrköping, död 1693 i Skeppsås socken, var en svensk kyrkoherde i Skeppsås församling.

## Biografi
Samuel Celsing föddes 1634 i Norrköping. Han var son till kyrkoherden Andreas Petri Normolander och  Elisabet Danielsdotter Törner. Celsing blev student vid Uppsala universitet i oktober 1654, men enligt nationens matrikel först 1655. Han prästvigdes 8 juni 1666 och blev krigspräst 1669. Celsing blev 1670 komminister i Fivelstads församling och 1684 kyrkoherde i Skeppsås församling genom konglig fullmakt. Han avled 1693 i Skeppsås socken.

### Familj
Celsing gifte sig 1667 med Anna Gothzelius. Hon var dotter till kyrkoherden Nicolaus Gothzelius och Ingeborg Larsdotter i Skeppsås socken. De fick tillsammans barnen Anna Maria och Elisabeth.